# Neculai Nichitean
Neculai Nichitean (Suceava, 27 de septiembre de 1969) es un ex–jugador rumano de rugby que se desempeñaba como apertura.

## Selección nacional
Fue convocado a los Stejarii por primera vez en abril de 1990 para enfrentar a la Azzurri, fue un jugador regular durante algún tiempo en su seleccionado y disputó su último partido en junio de 1997 ante Les Bleus. En total jugó 28 partidos y marcó un total de 201 puntos.

### Participaciones en Copas del Mundo
Disputó las Copas del Mundo de Inglaterra 1991 y Sudáfrica 1995. En ambos torneos los Stejarii fueron eliminados en fase de grupos.
| Mundial                       | Sede       | Resultado    | PJ | Tries |
| ----------------------------- | ---------- | ------------ | -- | ----- |
| Copa Mundial de Rugby de 1991 | Inglaterra | Primera fase | 3  | 0     |
| Copa Mundial de Rugby de 1995 | Sudáfrica  | Primera fase | 1  | 0     |

## Palmarés
- Campeón del Rugby Europe International Championships de 1976/77, 1980/81 y 1982/83.
- Campeón de la SuperLiga de 1989–90.